# مای سین: سفر به جامائیکا
مای سین: سفر به جامائیکا (به انگلیسی: My Scene: Jammin' in Jamaica) فیلم پویانمایی کمدی محصول سال ۲۰۰۴ می‌باشد. مای سین: سفر به جامائیکا اولین فیلم اقتباسی از مای سین می‌باشد و به‌همراهٔ عروسک‌های «سفر به جامائیکا» مای سین فروخته می‌شد. کارگردانی فیلم برعهدهٔ اریک فوگل می‌بوده که خاطرات باربی را نیز کارگردانی کرده بوده‌است.